# تشارلي بيهان
تشارلي بيهان (بالإنجليزية: Charlie Behan)‏ هو لاعب كرة قدم أمريكية وضابط أمريكي، ولد في 4 أغسطس 1920 في كريستال ليك في الولايات المتحدة، وتوفي في 18 مايو 1945 في أوكيناوا في اليابان.